# فهرست رئیس‌های فیفا
در زیر فهرست رئیس‌های فیفا (انگلیسی: List of presidents of FIFA)، از آغاز تاکنون آمده است.

مرگ سه نفر از رئیسان فیفا هنگام اشتغال به ریاست فیفا اتفاق افتاده است. از سال ۱۹۰۴ تاکنون ۹ تن ریاست فیفا را بر عهده داشته اند.

## فهرست
| دوره ریاست  | تصویر       | رئیس             | تولد                  | مرگ                    | آغاز ریاست             | پایان ریاست             | مدت ریاست       | ملیت            |
| ----------- | ----------- | ---------------- | --------------------- | ---------------------- | ---------------------- | ----------------------- | --------------- | --------------- |
| ۱           |             | رابرت گوئرین     | ۲۸ ژوئن ۱۸۷۶          | ۱۹ مارس ۱۹۵۲ (۷۵ سال)  | ۲۳ مه ۱۹۰۴             | ۴ ژوئن ۱۹۰۶             | ۲ سال، ۱۲ روز   | فرانسه          |
| ۲           |             | دنیل برلی وولفال | ۱۵ ژوئن ۱۸۵۲          | ۲۴ اکتبر ۱۹۱۸ (۶۶ سال) | ۴ ژوئن ۱۹۰۶            | ۲۴ اکتبر ۱۹۱۸ (فوت کرد) | ۱۲ سال، ۱۴۲ روز | بریتانیا        |
| کفیل        |             | کرنلیز هیرشمن    | ۱۶ فوریه ۱۸۷۷         | ۲۶ ژوئن ۱۹۵۱ (۷۴ سال)  | ۲۴ اکتبر ۱۹۱۸ (کفیل)   | ۱۹۲۰                    | ۱ سال، ۳۰۹ روز  | هلند            |
| کفیل (رئيس) |             | ژول ریمه         | ۱۴ اکتبر ۱۸۷۳         | ۱۶ اکتبر ۱۹۵۶ (۸۳ سال) | ۱۹۲۰ (کفیل)            | ۱ مارس ۱۹۲۱             | ۱۸۵ روز         | فرانسه          |
| ۳           | ۱ مارس ۱۹۲۱ | ژول ریمه         | ۱۴ اکتبر ۱۸۷۳         | ۱۶ اکتبر ۱۹۵۶ (۸۳ سال) | ۲۱ ژوئن ۱۹۵۴           | ۳۳ سال، ۱۱۲ روز         |                 | فرانسه          |
| ۴           |             | رادولف سیلدرایرس | ۱۶ دسامبر ۱۸۷۶        | ۷ اکتبر ۱۹۵۵ (۷۸ سال)  | ۲۱ ژوئن ۱۹۵۴           | ۷ اکتبر ۱۹۵۵ (فوت شده)  | ۱ سال، ۱۰۸ روز  | بلژیک           |
| کفیل        |             | آرتور دروری      | ۳ مارس ۱۸۹۱           | ۲۵ مارش ۱۹۶۱ (۷۰ سال)  | ۷ اکتبر ۱۹۵۵ (کفیل)    | ۹ ژوئن ۱۹۵۶             | ۲۴۶ روز         | بریتانیا        |
| ۵           | ۹ ژوئن ۱۹۵۶ | آرتور دروری      | ۳ مارس ۱۸۹۱           | ۲۵ مارش ۱۹۶۱ (۷۰ سال)  | ۲۵ مارس ۱۹۶۱ (فوت شده) | ۴ سال، ۲۸۹ روز          |                 | بریتانیا        |
| کفیل        |             | ارنست تومن       | ۲۳ ژانویه ۱۸۹۹        | ۱۴ مه ۱۹۶۷ (۶۸ سال)    | ۲۵ مارس ۱۹۶۱ (کفیل)    | ۲۸ سپتامبر ۱۹۶۱         | ۱۸۷ روز         | سوئیس           |
| ۶           |             | استنلی راس       | ۲۵ آوریل ۱۸۹۵         | ۱۸ ژوئیه ۱۹۸۶ (۹۱ سال) | ۲۸ سپتامبر ۱۹۶۱        | ۸ مه ۱۹۷۴               | ۱۲ سال، ۲۲۲ روز | بریتانیا        |
| ۷           |             | ژائو هاولانژ     | ۸ مه ۱۹۱۶             | ۱۶ اوت ۲۰۱۶ (۱۰۰ سال)  | ۸ مه ۱۹۷۴              | ۸ ژوئن ۱۹۹۸             | ۲۴ سال، ۳۱ روز  | برزیل           |
| ۸           |             | سپ بلاتر         | ۱۰ مارس ۱۹۳۶ ‏(۸۹ سال) | زنده                   | ۸ ژوئن ۱۹۹۸            | ۸ اکتبر ۲۰۱۵ (معلق)     | ۱۷ سال، ۱۲۲ روز | سوئیس           |
| کفیل        |             | عیسی حیاتو       | ۹ اوت ۱۹۴۶ ‏(۷۸ سال)   | زنده                   | ۸ اکتبر ۲۰۱۵ (کفیل)    | ۲۶ فوریه ۲۰۱۶           | ۱۴۱ روز         | کامرون          |
| ۹           |             | جانی اینفانتینو  | ۲۳ مارس ۱۹۷۰ ‏(۵۵ سال) | زنده                   | ۲۶ فوریه ۲۰۱۶          | تاکنون                  | ۹ سال، ۲۹ روز   | سوئیس · ایتالیا |